# Gloria (cràter)
Gloria és un cràter d'impacte en el planeta Venus de 20,7 km de diàmetre. Porta el nom d'un antropònim portuguès, i el seu nom va ser aprovat per la Unió Astronòmica Internacional el 1985.